# Sciara thoracica
Sciara thoracica är en tvåvingeart som beskrevs av Matsumura 1916. Sciara thoracica ingår i släktet Sciara och familjen sorgmyggor. Inga underarter finns listade i Catalogue of Life.